# 雙線細盲蛇
雙線細盲蛇(Two-Lined Blind Snake (Leptotyphlops bilineatus))是蛇亞目細盲蛇科下的一個品種，是一種對人類無害的蛇種，主要分佈於加勒比海西印度群島中的小安的列斯群島。雙線細盲蛇下目前未有任何的亞種被確認。

## 特徵
雙線細盲蛇是全世界體型最小的蛇種，牠的身體能穿越一支拿掉筆芯後的鉛筆。

## 地理分佈
雙線細盲蛇主要分佈於小安的列斯群島，包括馬提尼克、聖盧西亞及巴巴多斯等地區。後來學者杜密尼爾及拜布朗據稱在瓜德羅普發現了一個樣本，但事實上至今該島仍未有任何新發現。雙線細盲蛇的標本產地是馬提尼克的威多爾蘭。

## 備註
1. ↑  Dewynter, M. 2016. Tetracheilostoma bilineatum (errata version published in 2017). The IUCN Red List of Threatened Species 2016: e.T203635A115351235. https://dx.doi.org/10.2305/IUCN.UK.2016-3.RLTS.T203635A2769284.en. Downloaded on 26 July 2018.
2. 1 2  McDiarmid RW、Campbell JA、Touré T：《Snake Species of the World: A Taxonomic and Geographic Reference, vol. 1》頁511，Herpetologists' League，1999年。ISBN 1-893777-00-6
3. ↑  . ITIS. 2007  [1 September, 2007].

## 外部連結
- （英文）TIGR爬蟲類資料庫：雙線細盲蛇